# Paraguaná
Die Halbinsel Paraguaná liegt im Nordosten des venezolanischen Bundesstaates Falcón. Sie ist bekannt für ihre Strände und das warme Klima mit geringen Niederschlägen. Das Nordkap Paraguanás, der Cabo de San Román, ist zugleich der nördlichste Punkt des venezolanischen Festlandes. Nur die Insel Aves und die kleine Inselgruppe Los Monjes liegen weiter nördlich.
Der Golf von Coro trennt die Halbinsel beinahe vom venezolanischen Festland ab. Der Isthmus von Médanos verbindet sie mit der Stadt Coro. Der höchste Punkt auf Paraguaná ist der Cerro Santa Ana. Vor der Küste liegen im Norden die Insel Aruba und im Nordosten die Insel Curaçao, die zu den Niederländischen Antillen gehören.
Wichtigste Stadt auf der Halbinsel ist Punto Fijo. Administrativ gliedert sich die Halbinsel in drei municipios: Carirubana, Los Taques und Falcón. Auf Paraguaná leben etwa 350.000 Menschen.
Paraguaná ist seit 1998 zur Gänze Zollfreigebiet. Von wirtschaftlicher Bedeutung ist insbesondere die Erdölraffinerie Paraguaná.
Die Kirche San Nicolás de Moruy stammt aus dem 18. Jahrhundert.